# Джейсон Борн (фильм)
«Джейсон Борн» (англ. Jason Bourne) — американский боевик-триллер 2016 года, девятый полнометражный фильм режиссёра Пола Гринграсса по сценарию Гринграсса и Кристофера Рауса. Это пятая часть серии фильмов о Борне и прямое продолжение «Ультиматума Борна» (2007). Мэтт Деймон вновь исполняет роль главного героя, бывшего убийцы из ЦРУ Джейсона Борна. Кроме того, в фильме снимались Томми Ли Джонс, Алисия Викандер, Венсан Кассель, Риз Ахмед, Ато Эссандо, Скотт Шепард, а Джулия Стайлз исполнила роль Ники Парсонс.
Персонаж Аарона Кросса из «Эволюции Борна» (2012) не появляется в фильме, потому что режиссёр Гринграсс хотел сосредоточиться на заглавном персонаже, а актёр Джереми Реннер не смог принять участие из-за разногласий с расписанием. В «Джейсоне Борне» Борн скрывается от карательных отрядов ЦРУ, пытаясь раскрыть скрытую правду о своем отце, в то время как директор ЦРУ Роберт Дьюи (Джонс) приказывает главе отдела кибербезопасности Хизер Ли (Викандер) выследить его. Основные съёмки фильма начались 8 сентября 2015 года.
Премьера фильма «Джейсон Борн» состоялась в Лондоне 11 июля 2016 года, 29 июля 2016 года он был выпущен в прокат в США компанией Universal Pictures. В России премьера фильма состоялась 1 сентября 2016 года.
Фильм получил неоднозначные отзывы и собрал в мировом прокате 415 миллионов долларов.

## Сюжет
12 лет спустя после разоблачения проекта «Блэкбрайар» и своего исчезновения, Джейсон Борн, оправившийся от амнезии, изолирует себя от мира и зарабатывает на жизнь, принимая участие в незаконных боях без правил. В то же время Никки Парсонс, находясь в Рейкьявике, в сотрудничестве с группой исландских хакеров под названием «Хактивист» во главе с Кристианом Дассотом взламывает сервер мэйнфреймов ЦРУ, чтобы разоблачить незаконные программы ЦРУ. В процессе взлома Парсонс находит документы, касающиеся вербовки Джейсона Борна в проект «Трэдстоун» и роли его отца в программе. Она решает поехать в Грецию, чтобы найти Борна и сообщить ему об этом. Хэзер Ли, глава отдела кибер-защиты, узнаёт о взломе и внедряет в скачанные файлы программу-шпиона, сообщив об этом директору ЦРУ Роберту Дьюи.
В Афинах Парсонс и Борн встречаются на площади Синтагма во время антиправительственной акции. Они ускользают от оперативников ЦРУ, но Парсонс погибает от пули, выпущенной Спецом — экс-убийцей из программы «Блэкбрайар», который питает личную неприязнь к Борну, так как был схвачен и подвергнут пыткам после утечки информации о программе. Перед смертью Парсонс успевает передать ключ от камеры хранения, в которой находятся файлы ЦРУ о Борне. Намереваясь найти ответы на вопросы о своём прошлом и своей семье, Борн находит Дассота в Берлине. Дешифровав файлы Парсонс, Джейсон обнаруживает, что его отец, Ричард Уэбб, являлся аналитиком ЦРУ и был одним из создателей оригинальной программы «Трэдстоун». При открытии файлов программа-шпион выдает ЦРУ местоположение Борна, и Дьюи посылает команду агентов захватить его, в то время как Ли удалённо стирает файлы, чтобы предотвратить утечку. Дассот пытается уговорить Борна присоединиться к своей команде, но получив отказ, внезапно нападает на него. Вырубив Дассота, Борн получает сообщение от Ли о присутствии команды ЦРУ: она считает, что сможет уговорить его вернуться в агентство. Используя собранные в Берлине сведения, Борн выходит на Малькольма Смита, бывшего в «Трэдстоуне» наблюдателем и приглашает его встретиться на площади Паддингтон в Лондоне.
Ли уговаривает Дьюи позволить ей связаться с Борном лично, чтобы попытаться вернуть его в проект. Дьюи соглашается, но тайно даёт команду Спецу устранить команду Ли и убить Борна, не веря, что Джейсона можно переубедить. Зная, что ЦРУ наблюдает за ним, Борн уклоняется от команды Ли и Спеца достаточно долго, чтобы допросить Смита. Смит сообщает, что Ричард Уэбб создал «Трэдстоун», но пытался предотвратить вербовку Борна. Спец по приказу Дьюи убил Уэбба и представил его смерть как террористический акт, чтобы убедить Борна присоединиться к проекту. Спец стреляет в Борна, но попадает в Смита. Они оба падают с крыши, и Борну удается оторваться от преследования. Он находит Ли, которая признаёт, что методы Дьюи коррумпированы, и направляет его на технологическую конференцию в Лас-Вегас.
Дьюи планирует принять участие в конвенции для общественных дебатов по вопросам прав на частную жизнь с Эроном Калуром, генеральным директором социальной сети «Deep Dream». Калур публично выступает против тотальной слежки в эпоху интернета, однако его проект тайно финансировался Дьюи, который намерен использовать «Deep Dream» для массового наблюдения в реальном времени и использования в возрождённых программах целенаправленных убийств создав новую программу «Айрон Хэнд». Подозревая, что Калур откажется дать доступ ЦРУ к своему проекту, Дьюи разрешает Спецу убить его и Ли, которой он больше не доверяет. В последнюю секунду в события вмешивается Борн, направивший прожектор в прицел убийце, который смог лишь ранить Калура, и противостоит Дьюи и его команде. Дьюи обращается к чувству патриотизма Борна, оттягивая время, пока прибудут агенты. Борн убивает Джефферса, который был правой рукой Дьюи, в то время как Ли убивает самого Дьюи, прежде чем он успевает выстрелить в Борна. Борн прикрывает причастность Ли и бросается в длительную погоню по Лас-Вегасу за Спецом. В финале погони Борн убивает Спеца в канализации.
Ли убеждает Эдвина Рассела, нового директора Национальной разведки, что методы Дьюи были устаревшими и предлагает действовать в качестве его глаз и ушей внутри ЦРУ. Она рассказывает Расселу свой план использовать доверие Борна, чтобы вернуть его в агентство, но признаёт необходимость убить его, если он откажется. Ли встречается с Борном и обещает ему, что ЦРУ станет именно такой организацией, которую он представлял себе, когда начинал работать в ней. Борн просит время, чтобы рассмотреть её предложение, и снова исчезает. В своей машине Ли обнаруживает запись её разговора с Расселом и понимает, что Борн не доверяет ей.

## В ролях
- Мэтт Деймон — Джейсон Борн / Дэвид Уэбб
- Алисия Викандер — Хэзер Ли
- Томми Ли Джонс — Роберт Дьюи
- Венсан Кассель — Спец
- Джулия Стайлз — Ники Парсонс
- Риз Ахмед — Эрон Каллур
- Ато Эссандо — Крэйг Джефферс
- Скотт Шеперд — Эдвин Рассел
- Билл Кэмп — Малькольм Смит
- Винценц Кифер — Кристиан Дассаулт
- Грегг Генри — Ричард Уэбб
- Стефан Канкен — Баумен

## Производство
15 сентября 2014 года было объявлено, что Мэтт Деймон и Пол Гринграсс вернутся в следующий фильм о Борне. Деймон не только подтвердил своё участие в новом фильме, но и сообщил, что вместе с Полом Гринграссом и Кристофером Раусом выступит в качестве автора сценария. 23 мая 2015 года Deadline.com сообщил, что Алисия Викандер ведёт переговоры по поводу одной из главных ролей в фильме. 19 июня 2015 года Deadline.com сообщил, что Джулия Стайлз вновь сыграет Ники Парсонс, которую она играла в первых трёх фильмах. Вигго Мортенсену предлагали роль злодея. 23 июня 2015 года было подтверждено, что Викандер сыграет в фильме. 28 июля 2015 года Томми Ли Джонс присоединился к актёрскому составу фильма в роли старшего офицера ЦРУ. 1 сентября 2015 года Венсан Кассель получил роль антагониста — убийцы, выслеживающего Борна. 15 сентября 2015 года The Hollywood Reporter сообщил, что Ато Эссандо снимется в фильме. 20 октября 2015 года Скотт Шеперд присоединился к актёрскому составу в роли заместителя директора ЦРУ. 4 ноября 2015 года Variety сообщил, что Риз Ахмед подписался на роль технического специалиста ЦРУ.

### Съёмки
Съёмки фильма проходили на острове Тенерифе, Испания, на вокзале Паддингтон в Лондоне, в Кройцберге, Берлин, в парке Конститьюшен Гарденс, Вашингтон и в Лас-Вегасе.